# Ion Ghica
Ion Ghica (n. 12 august 1816, București, Țara Românească – d. 7 mai 1897, Ghergani, Dâmbovița, România) a fost o personalitate marcantă a celei de-a doua jumătăți a secolului al XIX-lea. Economist, matematician, scriitor, pedagog, diplomat și om politic, Ion Ghica a fost  cel de-al cincilea  prim-ministru de cinci ori: de trei ori al guvernului României (în 1866, în 1866-1867 și în 1870-1871) și de două ori între 1859 și 1860, la Iași și la București, în perioada în care țările române se uniseră într-un stat, însă păstrau încă două guverne separate.
A fost din 1874 membru titular al Societății Academice Române și președinte al ei, ales la 18 septembrie 1876 până în 1879, când instituția a fost redenumită în Academia Română. A  fost președinte al Academiei Române de mai multe ori (1879 - 1882, 1884 - 1887, 1890 - 1893 și 1894 - 1895). Cartea Scrisori către Vasile Alecsandri este capodopera sa de scriitor.

## Biografie

### Origine
Ion Ghica face parte din familia de mari boieri Ghica, fiind întâiul născut al logofătului Dimitrie (Tache) Ghica și al Mariei Câmpineanu. Tatăl lui Ion Ghica, Dimitrie, ajunge isprăvnicel de curte, în timpul domniei lui  Ioan Caragea, ispravnic de Focșani în 1824, mare hatman în 1828, mare ban în 1832 și mare logofăt, rang cu care încetează din viață în 1845. Maria Câmpineanu era fiica vornicului Scarlat Câmpineanu. Dimitrie (Tache) Ghica are mai mulți copii: Ion, născut la 12 august 1816, Scarlat (1817-1819), Sofia (1818-1824), Maria (1821-1885), Smaranda (1828-1833), Temistocle (1830-1832), Pantazi Ghica (1831-1882), căsătorit cu Camille-Pauline-Marie  Guyet de Fernex.

### Studii
A învățat acasă neogreaca și greaca veche cu dascălul grec Mihailidi, care preda gramatica după manualul dascălului său Neofit Duca, fostul director de la Colegiul Sfântul Sava, iar apoi texte grele ca Dialogurile morților de Lucian din Samosata,  Anabasis sau Expediția celor zece mii de Xenophon,  Viețile paralele ale lui Plutarh.
Ion Ghica este înscris la clasa de limba franceză a profesorului J. A. Vaillant de la Sfântul Sava, în 1830. Aici se împrietenește cu Grigore Alexandrescu, venit mai târziu, îl invită acasă, unde a făcut cunoștință cu poetul Iancu Văcărescu și cu Ion Heliade Rădulescu.
Este trimis la studii în capitala Franței, unde dobândește bacalaureatul în litere, în ianuarie 1836, la Sorbona (Paris), obținând note mediocre la toate obiectele și chiar un „faible”; apoi a urmat Școala de arte și manufacturi (1836-1837). În august 1838 a devenit absolvent al Facultății de Științe din Paris, cu o diplomă în științe matematice, absolvind în 1840 și Școala de Mine (École royale des mines) din același oraș, obținând diploma de inginer de mine și dreptul de a practica profesia de inginer în țara sa. În paralel a audiat cursuri la Collège de France (economie politică) și la Conservatorul de Arte și Meserii.
Din primul an al șederii la Paris se întâlnește, el și colegi de-ai săi, munteni, cu un grup de moldoveni, făcând cunoștință cu Vasile Alecsandri și cu viitorul domnitor Alexandru Ioan Cuza, fiecare vorbind în graiul provinciei natale, dar înțelegându-se perfect. „Ce revelațiune! - scrie Ion Ghica. Dintr-acel moment nu am mai fost nici munteni, nici moldoveni. Eram toți români!” În timpul anilor de studii la Paris, străinii nici nu cunoșteau numele de român și România, românii fiind confundați cu turcii, muscalii sau grecii.
Din primul an al sosirii la Paris a făcut cunoștință cu Armand Carrel, redactorul șef al ziarului parizian Le National și cu polonezul Michal Czajkovski [citește Ceaikovski] (Czaika), secretar al principelui Adam Czartoryski [citește Ceartorîski], acesta din urmă fiind conducătorul emigrației monarhiste poloneze. Lor le-a relatat despre evenimentele din timpul războiului ruso-turc din 1828-1829, despre marile suferințe ale românilor. Peste trei zile, în ziarul lui Armand Carrel, Le National, sunt publicate în mod fidel relatările respective; apoi un alt articol, evocând  amintirile serii petrecute cu Ion Ghica este publicat de Czajkovski în ziarul Le Constitutionel. Tinerii studenți români se întâlneau la Café Corneille, „unde domnea glasul învățatului student Bermudez, sau Café Procope, unde cuvântul era al unui student devenit ilustru, a lui Jules Simon”, viitorul profesor universitar, deputat, prim-ministru și academician.
Ion Ghica profită de amiciția lui Armand Carrel, ca să întrețină la ziarul Le National o rubrică regulată , Correspondance de Bucarest, care însă neliniștește cercurile guvernamentale din București, din cauza corespondențelor „subversive” bine informate despre ce se petrecea în țară. Fiind la Paris, a inițiat în 1845 Societatea studenților români, sub președinția de onoare  a poetului Alphonse de Lamartine, cu un comitet condus de Ion Ghica, Scarlat Vârnav casier și C. A. Rosetti secretar, iar în anul următor Nicolae Bălcescu a devenit bibliotecarul Societății.

### Activitatea politică
S-a reîntors în 1841 în București, apoi în Moldova, cu misiunea din partea lui Ion Câmpineanu și a boierilor Alecu Villara și Alecu  Filipescu-Vulpea de a oferi domnitorului Mihail Sturdza o propunere de uniune vamală între cele două principate - întâiul pas pe calea Unirii. În scrisoarea boierilor munteni către domnitorul Mihail Sturdza, adusă de Ion Ghica, se preciza că „schimbarea domnului Țării Românești devenise inevitabilă și că sosise momentul de a uni amândouă coroanele pe capul unui singur domn.” Domnitorul declină oferta, însă îi oferă lui Ghica catedra de profesor de geologie și mineralogie, în primele luni ale anului 1842, la Academia Mihăileană. Pe baza rezultatelor obținute ca profesor de geologie și mineralogie, Ion Ghica a fost numit profesor de economie politică la clasele superioare.
Deschis la 23 noiembrie 1843 cu prelegerea „Despre importanța economiei politice”, cursul de economie politică încredințat lui Ion Ghica spre a fi predat era cel dintâi de nivel universitar, fiind urmărit de multă lume, boieri și intelectuali, chiar de domnitorul Mihail Sturdza. De asemenea, a fost numit inspector la Institutul academic, având însărcinarea organizării și dezvoltării învățământului. I se decernează rangul de mare spătar.
În 1844, împreună cu Mihail Kogălniceanu, Negruzzi și Vasile Alecsandri, editează revista săptămânală Propășirea, care este autorizată de cenzură numai cu subtitlul Foaie științifică și literară, deoarece titlul Propășirea „era un cuvânt revoluționar”. În primul număr al revistei Propășirea a fost inclus studiul lui Ghica Uniunea Vămilor între Moldova și Valachia, care însă a fost oprit de cenzură. Ion Ghica publică apoi Ochire asupra științelor și Măsuri și greutăți. El este considerat a fi fost primul mare economist român.
Ion Ghica se căsătorește la începutul anului 1847 cu Alexandrina Mavros, fiica generalului Nicolae Mavros, a  cărui poziție politică pro-țaristă va fi, în viitor, exploatată împotriva lui Ghica de publicistul Valentineanu și alții. Reîntors din străinătate la sfârșitul anului 1847, a luat inițiativa, împreună cu C.A Rosetti, de a înființa un Comitet revoluționar, din care mai făceau parte Christian Tell, Nicolae Bălcescu , cei patru frați Golescu, precum și frații Brătianu, de curând sosiți din Franța - o reactivare a comitetului de conducere a societății Frăția.
A făcut parte din conspirația din 1848, care dorea o uniune a Țării Românești și Moldovei, sub un prinț autohton, Mihail Sturdza.
Conspirația eșuând, Ion Ghica revine în Țara Românească, unde, împreună cu Nicolae Bălcescu și Christian Tell reactivează societatea secretă Frăția, înființată de ei în 1843 (ulterior, aderaseră la această societate și alți „pașoptiști”), care a fost motorul revoluției de la 1848.. Pentru că, ulterior, în corespondența sa personală și diplomatică, utiliza alfabetul masonic pentru criptare, i s-a spus „profesorul de cifru”. A fost poreclit de Heliade Rodin, după eroul din Le Juif errant  (Jidovul rătăcitor) al lui Eugène Sue. Societatea Frăția era organizată după model carbonaro-masonic, avea ca deviză „Dreptate, Frăție” și stabilise grade de inițiere și trepte de factură clericală: diacon, preot, arhiereu, care îi inițiau pe „frați”. Unii dintre membrii acestei societăți secrete intraseră chiar în loja masonică din Paris La loge du parfait silence, în 1844, în perioada studiilor lor din Franța (cf. Mircea Anghelescu, op. cit.).

### Participarea la Revoluția de la 1848
În timpul revoluției de la 1848, Ion Ghica a fost trimis de către guvernul provizoriu  al Valahiei și Comitetul revoluționar ca reprezentant al acestora la Constantinopol, pentru a negocia cu guvernul turc, fiind împuternicit să apeleze la guvernul otoman, pentru a întreprinde măsurile necesare care să preîntâmpine intervenția armată rusească în Principate. A avut și misiunea de a neutraliza acțiunea fraților Nicolae și Miltiade Aristarchi care au fost, succesiv, agenții noului Domnitor al Valahiei, Barbu Știrbei. Ion Ghica nu a fost însă acceptat oficial ca reprezentant al guvernului român. A plecat  spre Constantinopol, cu această misiune, în 17/29 mai 1848, cu un vapor austriac, de la Brăila, cu o scrisoare din partea doctorului Mandl, un amic al lui Alphonse de Lamartine (ministru al „trebilor din afară” al Franței, în acel timp).

### Exilul

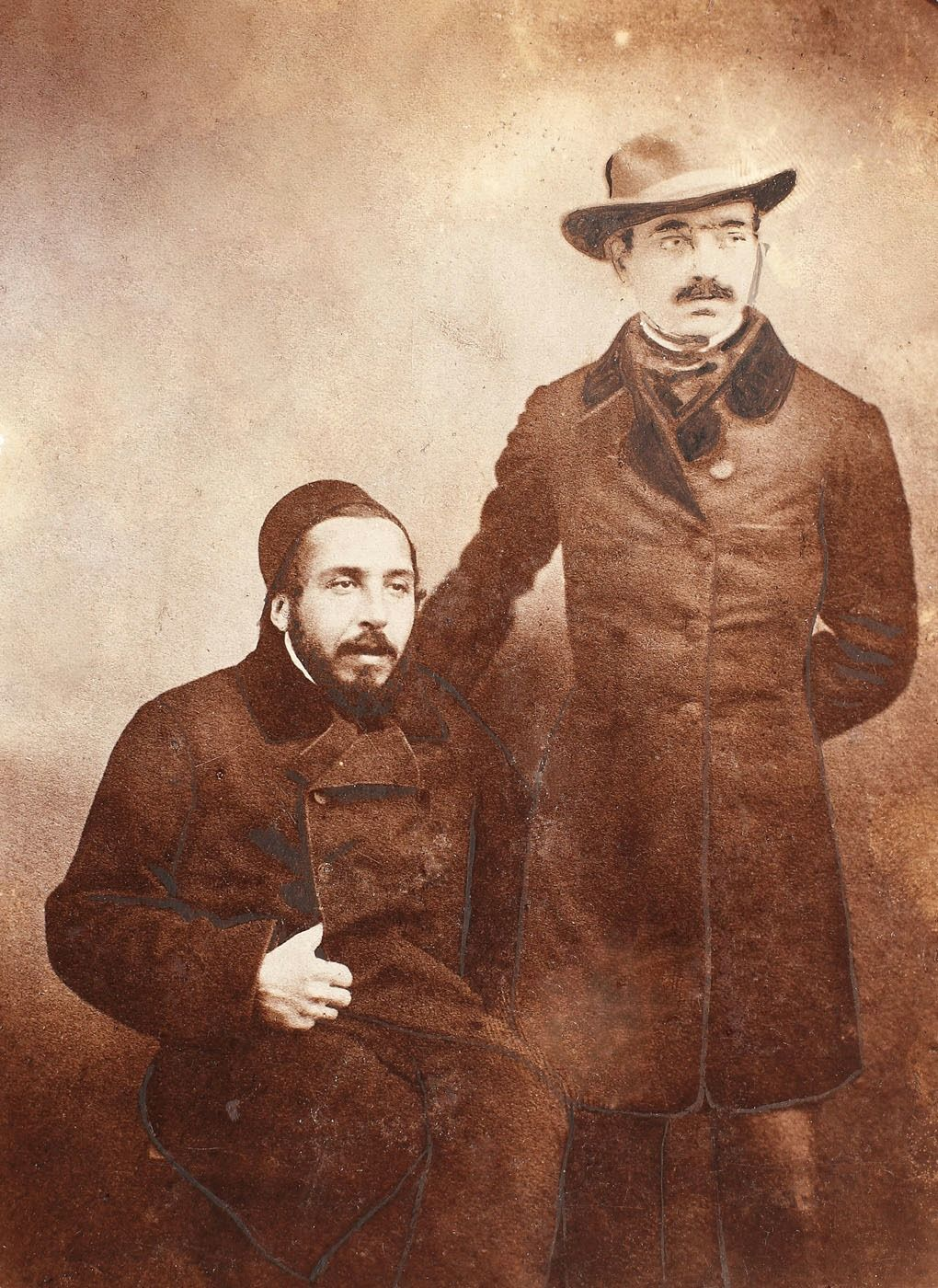
Ion Ghica și Vasile Alecsandri
la Constantinopol, în 1855

După înfrângerea revoluției, înăbușită brutal cu forța armată de trupele otomane și de cele rusești, a rămas în exil la Constantinopol. În timpul refugiului de la Constantinopol a legat o prietenie strânsă cu Ion Ionescu de la Brad, un agronom eminent. Ulterior a fost numit de autoritățile turce, la recomandarea ambasadorului Angliei la Constantinopol, Stratford Canning de Redcliffe, în funcția de guvernator sau Bei al insulei Samos (1853 - 1859), unde a reușit să stârpească pirateria, în floare în acea insulă, care afecta în mod serios mișcările flotelor franceză și britanică, pregătite  pentru aprovizionarea pe mare a trupelor ce luptau în războiul Crimeii. Peste 600 de pirați s-au predat sau au fugit, astfel încât, prin 1855, liniștea în arhipelag fusese restabilită (cf. Anastasie Iordache, op. cit.). Sub supravegherea sa, în insula Samos s-au construit drumuri, s-au înființat școli, inclusiv un pensionat de fete, îngrijit de soția sa. Din timpul șederii la Constantinopol datează două scrisori inedite ale lui Ion Ghica, existente la Biblioteca Poloneză din Paris.
În prima scrisoare, din 5 martie 1849, adresată lui C. A. Rosetti, Ghica îl pune la curent asupra întreținerilor ruso-turce de la Constantinopol, dintre generalul rus Grabbe și Poartă și care au condus la semnarea Convenției de la Balta-Liman din mai 1849.
A doua scrisoare a fost adresată la 27 februarie 1854 contelui polonez Andrei Zamoiski, însărcinat cu o misiune pe lângă Poartă de șeful emigrației poloneze, prințul Adam Czartoryski. În scrisoare, Ghica îi cere lui Andrei Zamoisky  să facă corecturile necesare la un „proiect de firman” pe care urma să-l remită fostului mare vizir Reșid-Pașa.
La terminarea misiunii sale, în 1859, a primit de la sultanul Abdul-Medjid titlul onorific de Bei (prinț) de Samos.

### Revenirea în țară
În 1859 după unirea Moldovei și Țării Românești a fost chemat de Alexandru Ioan Cuza să se întoarcă și a devenit prim-ministru în timpul lui Cuza, în perioada 6 martie până la 26 aprilie 1859. La 11 octombrie 1859 a obținut același portofoliu de prim-ministru în Muntenia, însă a demisionat la 27 mai 1860.  A fost apoi  prim-ministru în timpul lui Carol I al României, numit la 15 iulie 1866. In anul 1866 s-a alăturat comitetului secret sau monstruoasei coaliții care, prin lovitura de stat de la 11 februarie 1866, a determinat detronarea lui Alexandru Ioan Cuza și înlocuirea acestuia cu prințul Karl de Hohenzollern-Sigmaringen, ulterior regele Carol I. Natura sa neliniștită îl va face să participe și la mișcările antidinastice din 1870 - 1871. A fost ales senator și deputat și a făcut parte din comitetul de conducere al partidului liberal, condus de Ion C. Brătianu. A fost director general al teatrelor. 

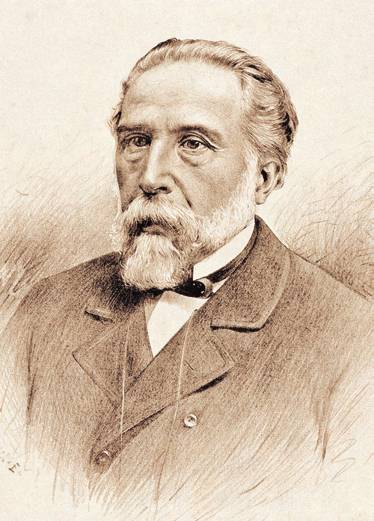
Ion Ghica, portret din anii 1880

În mai 1881, a fost numit ministru român la Londra și peste trei luni a prezentat scrisorile de acreditare reginei Victoria; a deținut această funcție până la 1 martie  1891, când a fost pensionat pentru limită de vârstă. În timpul șederii la Londra ca ambasador și-a petrecut week-end-urile la Brighton sau în insula Wight, a călătorit în Franța, Spania, Portugalia, Germania.

### Academia Română
Din 1874 a devenit membru titular al Societății Academice Române, apoi a fost ales președinte al acestei prestigioase instituții (1876-1879). De asemenea, după redenumirea societății în Academia Română (1879) a fost președinte al Academiei de mai multe ori.
În 1878 i se reînnoiește mandatul de președinte al Academiei Române, iar în martie călătorește la Berlin și Paris și ține comunicarea Amintiri despre Grigorie Alexandrescu, publicată în Analele Academiei (reluată apoi în Scrisori). În același an, prezintă pentru prima dată la Academia Română cartea lui A. D. Xenopol – Studii economice, iar în septembrie ține la Academie comunicarea Începutul omului.
La 28 martie 1880 rostește discursul de recepție la Academia Română, dedicat unchiului său, Ion Câmpineanu. Acesta este și anul în care Revista Convorbiri literare începe să-i publice Scrisori către Vasile Alecsandri.
În februarie 1884 vine în țară pentru un timp, unde trăiește marea bucurie de a-și vedea prima ediție din Scrisori către Vasile Alecsandri imprimată la Tipografia Academiei Române.

### Decesul
Ion Ghica a murit pe 7 mai 1897, la moșia lui de la Ghergani.
În afară de distincția în politică, Ion Ghica a obținut și o reputație literară prin ale sale Scrisori către Vasile Alecsandri, prietenul său de o viață, scrise la Londra și descriind vechea stare a societății românești care dispărea rapid. A fost și autorul unor scrieri relativ cunoscute în timpul său, precum ar fi: Amintiri din pribegie în 1848 și Convorbiri Economice. Această din urmă lucrare s-a constituit într-un interval de peste zece ani (1865-1876), din broșuri succesive. A fost primul care a susținut apariția unei industrii și a unui comerț național.

## Opere publicate
- Coup d'oeil sur l'état actuel de la Valachie , et la conduite de la Russie relativement à cette province, par M. de L. [Ion Ghica], Paris, 1835
- Vademecum al inginerului și al comerciantului. Greutăți și măsuri, formule întrebuințate la ingineria civilă și militară și în comerciu, 1848, 1865
- Ajutorul comerciantului, al agricultorului și al inginerului, 1873 (coautor: Dimitrie A. Sturdza)
- Poids de la Moldovalachie dans la question d’Orient; coup d'oeil sur la dernière occupation militaire russe de ses provinces, par M. de O. [Ion Ghica], agent diplomatique,  Paris, Lejay, 1838
- Dernière occupation des Principautés danubiennes, par G. Chainoi [=Ion Ghica, pseudonim format prin anagramă], Paris, Librairie Militaire, Impr.  de Cosse et J. Dumaine. Ancienne Maison Anselin, 1853
- Scrisori ale lui Ion Ghica către V. Alecsandri, Bucuresci (Tip. Academiei Române, Laboratorii Români), 1884. O nouă ediție, mult completată, a apărut la editura Socec în 1887.
- Amintiri din pribegia după 1848, București, Socec, 1889
- Convorbiri economice, 1865 – 1876
- Précis des droits des moldaves et des valaques fondés sur le droit des gens et sur les traités, Paris, 1839
- Măsurile chi greutățile românești și moldovenești în comparație cu ale celorlalte neamuri, cu un articol asupra    mijloacelor de comunicație, București, în tipografia lui C. A. Rosetti și Vinterhalder, 1848
- Cuvântarea Principelui de Samos către Senatul samioților, la 25 aprilie 1856 (în neogreacă)
- Pledoriul trimis la judecătoria districtului Dâmbovitza pentru constatarea drepturilor sale politice, București, 1859
- Reorganizarea României, partea întâia, Comuna, București, 1861
- Omul fizic și intelectual, București, 1866
- Ion Câmpineanu, discurs de recepțiune la Academia Română  și răspunsul d-lui B. P. Hasdeu, citite în ședința publică de la 28 martie 1880, București, 1880
- Amandament la proectul de lege asupra organizării Ministerului lucrărilor publice și a lucrărilor publice, București, 1868
- Pământul și omul, partea I, București, 1884
- Amintiri despre Grigore Alexandrescu, scrisoare către V. Alecsandri, București, 1887
- I. Ghica și N. Bălcescu, Scrisori inedite, publicate și adnotate de N. Cartojan, București, 1913
- Ion Ghica către N. Bălcescu, scrisori inedite din vremea pribegiei, publicate cu o introducere de  G. Zane, București, 1943, în Analele Academiei Române
- Corespondența lui Ion Ghica cu Dimitrie A. Sturdza (1860-1880), publicată cu o introducere de Victor Slăvescu, București 1943, în Analele Academiei Române
- Catalogul Corespondenței lui Ion Ghica, publicat de Nicolae Liu, Ed. Academiei, 1962
- Opere, ediție îngrijită, glosar, bibliografie și introducere de Ion Roman, colecția Clasicii noștri, ESPLA, în 2 vol.,1956

A publicat numeroase articole, note, corespondențe în periodicele vremii.

### Traduceri ale cărților sale în alte limbi
- Hajdani erkölcsök (Scrieri alese), traducere în limba maghiară de Ferenc Boros, Ifjúsági Könyvkiadó, București, 1963.[17]